# 南非岩三鰭䲁
南非岩三鰭䲁（學名：Cremnochorites capensis），為輻鰭魚綱䲁形目三鰭䲁科岩三鰭䲁屬的一個種，分布於西印度洋與東南大西洋，從南非佛斯灣至索德瓦納灣海域，深度5至30公尺，本魚體短小強壯，三個背鰭，身體褐色，身體有赤褐色和棕色斑點，背鰭硬棘18-19枚、背鰭軟條10-11枚、臀鰭硬棘2枚、臀鰭軟條21-22枚，體長可達8公分，棲息在岩礁區，雌魚產附著性卵在藻類築的巢，雄魚會守護卵，幼魚為浮游性，生活習性不明。